# Впусти меня. Сага
«Впусти меня. Сага» (англ. Let Me In) — американский романтический фильм ужасов 2010 года режиссёра Мэтта Ривза, ремейк шведского фильма 2008 года «Впусти меня», основанного на одноимённом романе Юна Айвиде Линдквиста. Фильм рассказывает о романтических отношениях 12-летнего мальчика, жертвы травли, и соседской девочки, которая оказывается вампиром. Действие фильма происходит, как и в оригинале, в начале 1980-х годов, но перенесено из Швеции в США.
Мировая премьера состоялась 13 сентября 2010 года на кинофестивале в Торонто. В широкий прокат в США лента вышла 1 октября 2010, в России — 25 ноября 2010 года.

## Сюжет
1983 год, Лос-Аламос, Нью-Мексико,  детектив входит в больничную палату изуродованного кислотой мужчины и пытается расспросить его о недавнем убийстве, в котором тот подозревается. Затем детектив отлучается, чтобы ответить на телефонный звонок из приемного покоя, в котором ему сообщают, что внизу только что была дочь пострадавшего. Во время разговора из палаты поступает тревожный сигнал, медсестра спешит проверить пациента и, войдя в палату, вскрикивает от ужаса. Следом прибегает детектив и обнаруживает, что мужчина выпал из окна и погиб. В предсмертной записке он написал: «Прости, Эбби».
Двумя неделями ранее. Оуэн — несчастный и одинокий 12-летний мальчик, чьи родители в разводе. Его часто обижают сверстники в школе. Дома, выключив свет, он наблюдает в подзорную трубу за соседями — парнем-бодибилдером и супругами, которые постоянно ссорятся и мирятся. Однажды он замечает подъехавших к дому на машине девочку, идущую по снегу босиком, и взрослого мужчину, возможно, её отца, которые останавливаются в соседней квартире. Однажды вечером, когда Оуэн практиковался навыкам самозащиты во дворе, он замечает свою новую соседку, когда она обращается к нему. Девочка говорит Оуэну, что они не могут быть друзьями, но, тем не менее, впоследствии они встречаются каждый вечер во дворе. Они знакомятся: её зовут Эбби, ей «более-менее» 12 лет. Оуэн даёт ей поиграть в кубик Рубика, который она быстро собирает, и учит её азбуке Морзе, с помощью которой они общаются по ночам через стену. На вопрос Эбби, слышит ли он её из-за стены, он отвечает, что иногда, а на вопрос, слышит ли ещё что-нибудь, отвечает вопросом, почему её отец такой странный. Поначалу Эбби ходит босиком и на вопрос, не холодно ли ей, отвечает, что она не мёрзнет. Когда Оуэн угощает Эбби любимыми ирисками, она, чтобы не обидеть его, пытается съесть одну, и ей становится плохо. Жалея, он обнимает её и признаётся, что она ему нравится. Кроме того, Оуэн говорит, что ненавидит этот город и, уехав, никогда сюда не вернется. В школе главный из обидчиков Оуэна — Кенни — бьет его телескопической радиоантенной и ранит щеку. Когда Эбби узнает об этом, она говорит Оуэну, что он должен дать сдачи, и тогда обидчики отстанут от него. Оуэн сомневается в этом, и она обещает помочь ему, когда потребуется, потому что она сильней, чем кажется.
Между тем отец Эбби, Томас, нападает на молодого человека, спрятавшись в его машине, подвешивает труп в лесу на дерево вниз головой, вспарывает горло и собирает льющуюся кровь в пластиковую бутылку, но, оступившись, разливает кровь. Когда он возвращается домой с пустыми руками, Оуэн слышит из-за стены громкий разговор. Один говорящий, очевидно — отец Эбби, а второй голос — низкий, принадлежит неизвестно кому.  Разъяренный незнакомец уходит из дома, и на следующий день Оуэн в школе узнает, что убит один из выпускников школы. Этим делом начинает заниматься тот самый детектив, который в начале фильма пытался допросить пострадавшего в больнице. Для зрителя вскоре становится понятным, что Эбби — вампир, когда она убивает соседа-бодибилдера, вышедшего на пробежку, которого заманивает в ловушку просьбой о помощи; Томас сбрасывает тело в озеро. Эбби продолжает встречаться с Оуэном, но Томас просит не делать этого. В очередной раз отправившись за кровью, он спрятался на заднем сиденье машины одного из студентов. Этот студент подбирает по пути приятеля, и они заезжают на автозаправку. Пока водитель расплачивается, Томас душит пассажира и пытается увезти свою жертву на этой же машине, однако машина теряет управление и падает в овраг. Находясь в искорёженном автомобиле, Томас принимает решение облить себя кислотой, чтобы его не смогли опознать и узнать о его связи с Эбби, после чего и оказывается с ожогами в больнице. Эбби из новостей по радио узнала об аварии и о том, что Томас подозревается в ритуальных убийствах и находится в больнице, обожжённый кислотой. Она приходит в больницу, в приёмном покое узнает, что палата Томаса — на 10 этаже, забирается туда, молча прощается с ним, по взаимному согласию выпивает кровь Томаса, и тот выпадает в окно.
В ту же ночь одинокая Эбби забирается в комнату к Оуэну через окно, и просит разрешения войти. Тот впускает её и предлагает стать его девушкой, на что Эбби соглашается. Во время спортивных занятий на озере Оуэн решает дать отпор Кенни, бьёт его палкой и рассекает ему ухо. Во время этой драки подо льдом обнаруживают труп парня-бодибилдера, убитого Эбби. Небезызвестный детектив появляется в их доме, расследуя это убийство. Когда вечером во дворе Оуэн рассказывает Эбби о своей победе над Кенни, она целует его. Воодушевленный, он ведёт её в заброшенную квартиру в своем доме, где жил его бывший приятель-студент, и предлагает ей поклясться в верности на крови, порезав себе палец. Эбби не выдерживает вида крови и начинает слизывать накапавшую на пол кровь. Когда она поднимает голову, Оуэн видит страшное лицо вампира. Оттолкнув Оуэна, Эбби выбегает во двор и нападает на соседку Оуэна Вирджинию. Вирджиния не погибла, так как её муж стал бить Эбби, и та вынуждена была бежать. Оуэн в ужасе от увиденного. Он пытается поговорить с матерью, но та спит и не отзывается. В это время звонит отец, и Оуэн пытается спросить его, может ли человек воплощать зло. Отец решает, что эти бредни — результат религиозного воздействия матери, и велит Оуэну выбросить все из головы. Оуэн решается прийти к Эбби домой с вопросом, вампир ли она. Эбби отвечает, что кровь ей нужна для того, чтобы жить. На вопрос, где её отец, Эбби отвечает, что этот человек ей не отец. На столе Оуэн замечает пожелтевшую фотографию, на которой запечатлена совершенно такая же, как сейчас, Эбби и мальчишка в очках, в котором можно угадать её постаревшего «отца». Оуэн догадывается, что этот мальчишка был когда-то в таком же положении, что и он. Шокированный, он покидает Эбби, которая напоминает ему свои слова о том, что они не могут быть друзьями. Тем временем утром в больнице детектив расспрашивает мужа Вирджинии о нападении. Тот подтверждает описание напавшей белокурой босой девочки лет двенадцати. Детектив показывает ему фоторобот Томаса, и муж Вирджинии признает в нём соседа. Таким образом, детектив берет под подозрение во всех недавних происшествиях Томаса и Эбби. В это время пришедшая в себя Вирджиния начинает сосать из своей руки перелитую ей кровь. Пришедшая в палату медсестра, не замечая этого, распахивает занавески, и Вирджинию на солнечном свету охватывает пламя, в котором гибнет и она, и медсестра.
Вечером Эбби приходит к Оуэну, когда его матери нет дома. Она по заведённому ритуалу просит разрешения войти. Оуэн, нарушив установленное им самим правило, отвечает, что она может войти и без приглашения. Войдя, Эбби начинает истекать кровью, и потрясённый Оуэн бросается к ней со словами, что она может войти. Он обнимает её и спрашивает, что было бы, если бы он ей не ответил, неужели она бы истекла кровью и умерла. Эбби говорит, что знала, что он этого не допустит, чем полностью покоряет его. Приняв душ, Эбби надевает одно из платьев матери Оуэна и убегает через окно к себе в квартиру, когда та приходит. Когда мать заснула, Оуэн выходит из квартиры. На следующее утро он просыпается на полу в квартире Эбби и из рядом лежащей записки узнаёт, что сама Эбби в ванной и просит туда не входить. Чуть позже в квартиру вламывается детектив. Оуэн успевает спрятаться. Детектив обыскивает квартиру, обнаруживает записку от Эбби и заходит в ванную. В ванной под одеялами он находит спящую Эбби. Чтобы разглядеть её, детектив срывает затемняющую бумагу с окна; Оуэн вскрикивает, пытаясь его остановить, в тот же миг проснувшаяся и слегка пострадавшая от света Эбби нападает на детектива и терзает его. Оуэн в ужасе закрывает дверь в ванную и затыкает уши, но вскоре Эбби обнимает его сзади, успокаивая. Вскоре Эбби, не желая обрекать Оуэна на мучения, уезжает.
Во время занятий в бассейне старший брат Кенни — Джимми — вместе со своими друзьями собирается отомстить Оуэну за брата. Они отвлекают тренера с помощью пожара в мусорном баке, выгоняют всех из бассейна и хватают Оуэна. Джимми говорит ему, что если тот сможет продержаться под водой 3 минуты, то отделается шрамом на щеке, в противном случае Джимми выколет ему глаз. Когда Оуэн находится под водой, он слышит крики и видит падающие в воду окровавленные тела своих мучителей — Эбби сдержала своё обещание и вернулась к Оуэну в момент, когда тому потребовалась помощь. Эбби и Оуэн уходят из залитого кровью бассейна.
В конце фильма Оуэн едет на поезде вместе с Эбби, спрятанной в большом чемодане, чтобы уберечь её от солнечного света. С помощью азбуки Морзе она посылает Оуэну слово «поцелуй», и тот выстукивает ей то же самое.

## В ролях
- Хлоя Грейс Морец — Эбби
- Коди Смит-Макфи — Оуэн
- Ричард Дженкинс — Томас
- Элиас Котеас — детектив
- Дилан Миннетт — Кенни
- Кара Буоно — мать Оуэна
- Саша Баррези — Вирджиния
- Дилан Кенин — Ларри
- Крис Браунинг — Джек
- Николай Дориан — Дональд
- Бретт ДельБуоно — брат Кенни
- Рэйчел Хронкич — медсестра

## Производство
Права на ремейк были приобретены в 2008 году на кинофестивале Трайбека. Томасу Альфредсону, режиссёру оригинальной ленты, предложили снять и американскую версию, но он отказался, и тогда постановщиком стал Мэтт Ривз.
Основные съемки начались в Альбукерке 2 ноября 2009 года, а завершились в январе 2010 года.
В сценах, где Эбби ходит босая, Хлоя Морец действительно была босой. Между дублями члены съемочной группы согревали ей ноги, и они не очень мерзли. Из фильма была вырезана сцена, в которой Эбби насилуют и превращают в вампира. По словам Мэтта Ривза, этот эпизод выбивался из общей линии повествования.

## Критика
Фильм получил в основном положительные отзывы кинокритиков. На Rotten Tomatoes у фильма 89 % положительных рецензий из 189. На Metacritic — 79 баллов из 100 на основе 35 обзоров.
Стивен Кинг назвал «Впусти меня» лучшим фильмом 2010 года и «лучшим фильмом ужасов десятилетия». Лу Люменик из New York Post написал: «Это самый страшный, жуткиий и элегантно снятый фильм ужасов, который я видел за последние годы». Энтони Скотт из The New York Times писал: «Что делает фильм таким устрашающе захватывающим, так это настроение, которое он создает. Это одновременно искусно и непритязательно, больше акцента на интимности и подтексте, чем на легком страхе или ловких эффектах». Роджер Эберт из Chicago Sun-Times похвалил фильм, сравнив его с оригиналом. Он заявил: «Ривз понимает, что сделало первый фильм таким жутким и эффектным, и здесь снова работает то же самое». Питер Трэверс из журнала Rolling Stone поначалу был настроен скептически, но дал фильму положительную рецензию, написав: «Я был уверен, что любой голливудский ремейк искусного шведского фильма о вампирах Томаса Альфредсона будет грубым осквернением. Что ж, раскаиваюсь. Приготовься быть ошеломлены. Это завораживает».
Бет Аккомандо отметила, что сценарий и режиссура слишком похожи на оригинал. Сравнивая два фильма, она высказала мнение, что ремейк «делает очевидным все то, что в оригинальном фильме сделано тонко».